# Ich bin in mir vergnügt
Ich bin in mir vergnügt (BWV 204) ist eine weltliche Kantate von Johann Sebastian Bach, die er in Leipzig 1726/1727 für ein unbekanntes Ereignis komponierte.

## Geschichte
Bach komponierte diese Kantate 1726/27 in Leipzig für einen unbekannten Anlass. Der Text stammt aus dem Werk von Christian Friedrich Hunold. Es wird angenommen, dass sich Hunold und Bach getroffen hatten, jedoch war der Librettist 1721 gestorben, Jahre bevor die Kantate komponiert wurde. Die Musik der Schlussarie wurde in der Hochzeitskantate Vergnügte PleißenStadt, BWV 216 (1728) erneut verwendet.

## Besetzung und Aufbau
Die Kantate ist für Sopransolisten geschrieben und ist mit einer Querflöte, zwei Oboen, zwei Violinen, einer Bratsche und dem Generalbass besetzt.
Die Kantate hat acht Sätze:
1. Rezitativ: Ich bin in mir vergnügt
2. Arie: Ruhig und in sich zufrieden
3. Rezitativ: Ihr Seelen, die ihr außer euch
4. Arie: Die Schätzbarkeit der weiten Erden
5. Rezitativ: Schwer ist es zwar, viel Eitles zu besitzen
6. Arie: Meine Seele sei vergnügt
7. Rezitativ: Ein edler Mensch ist Perlenmuscheln gleich
8. Arie: Himmlische Vergnügsamkeit.

## Musik
Das Eröffnungsrezitativ ist harmonisch aktiv, aber melodisch fragmentiert, da ungewöhnlich oft ausgewogene Couplets eingesetzt werden. Die erste Arie zeichnet sich durch ein „unruhiges Gefühl der Anstrengung“ aus, das unmittelbar nach dem kurzen Instrumentalritornell beginnt und die einzige in Da-capo-Form ist. Das zweite Rezitativ ist das einzige, das begleitet wird, wobei die Streichinstrumente eine Harmonie unterstützen, die „wie Treibsand herumzurutschen beginnt“.  Die zweite Arie hat ein fließendes Ritornello-Thema, das vom Generalbass und einer obligaten Violine gespielt wird. Das dritte Rezitativ ist ein Secco-Rezitativ mit „zwei Ausbrüchen von Opernvirtuosität“. Die dritte Arie ist dreiteilig gebaut und steht in Moll-Tonart. Das vierte Rezitativ enthält eine Arioso-Passage, die mit einer „außerordentlich merkwürdigen“ Kadenz endet. Der letzte Satz verwendet als einziger alle Instrumentalstimmen und ist durch ein tänzerisches Eröffnungsthema und eine ABAB-Form gekennzeichnet.

## Aufnahmen
- Amsterdam Baroque Orchestra & Choir, Ton Koopman. J.S. Bach: Complete Cantatas  Vol. 4. Erato, 1996
- Bach-Collegium Stuttgart, Helmuth Rilling. Edition Bachakademie Vol. 62. Hänssler Verlag, 1998
- Württembergisches Kammerorchester Heilbronn, Rudolf Ewerhart. Bach Cantatas. Vox, 1966.